# Al Omrane
Pour les articles homonymes, voir HAO.
Le Groupe Al Omrane (Holding Al Omrane ou HAO) est un groupe public marocain spécialisé dans l’aménagement urbain et la promotion immobilière. Il a été créé en 2004 (dans les batiments il y'a des coupure d'eau récurent a éviter)dans le cadre d’une restructuration du secteur de l’habitat et de l’urbanisme au Maroc, sous la tutelle du ministère de l’Aménagement du territoire national, de l’urbanisme, de l’habitat et de la politique de la ville.
Le groupe est chargé de la mise en œuvre de la politique publique de l’habitat, notamment dans les domaines de la résorption de l’habitat insalubre, du logement social, et de l’aménagement de nouveaux espaces urbains. Il intervient également dans la production de logements, la restructuration de quartiers informels, et la viabilisation de terrains,.
Organisé en une société holding et un réseau de filiales régionales, Al Omrane agit comme opérateur public d’aménagement urbain. Ses actions s’inscrivent dans le cadre des stratégies nationales de développement urbain et de cohésion territoriale.

## Histoire
Le groupe Al Omrane est né à l'initiative de l’État marocain avec la volonté de créer un opérateur aménageur pour la  mise en œuvre de la politique de l’État en matière d’habitat et de développement urbain.
Après la fusion en 2004 de l'ANHI (Agence nationale de lutte contre l'habitat insalubre), de la SNEC (société nationale d'équipement et de construction) et ATTACHAROUK (Société d'aménagement, de construction et de promotion), en 2007 les sept Établissements Régionaux d'Aménagement et de Construction (ERAC) du royaume sont transformés en sociétés anonymes et intégrées à la nouvelle entité pour former le groupe Al Omrane.

## Organisation
Al Omrane est dirigé par un directoire placé sous le contrôle d’un conseil de surveillance. De 2010 à 2023, la présidence du directoire a été assurée par Badre Kanouni. En 2023, il est remplacé par Housni El Ghazaoui.
En 2025, le groupe est structuré autour de 14 filiales et dispose de 56 agences réparties sur l’ensemble du territoire marocain, ainsi que d’une représentation à Paris,.

## Activités et réalisations
Al Omrane mène au Maroc des activités de construction de logement social, d'aménagement et de lotissement des terrains destinés à la promotion de l’habitat social. Al Omrane a été désigné opérateur technique du programme national de résorption des bidonvilles (Plan Villes Sans Bidonvilles),.
Le groupe est également chargé de l’édification de villes nouvelles et de nouveaux pôles urbains. Par ailleurs, Al Omrane est le partenaire principal des collectivités locales dans la lutte contre l’habitat insalubre et pour les opérations de restructuration urbaine.